# Hankou Seimeibun
Hankou Seimeibun è il quarto extended play dei the GazettE, pubblicato il 1º ottobre del 2003 e ristampato il 23 novembre del 2005. L'edizione originale dell'album era inclusa in una scatola di carta lucida. Quando la si apriva, si potevano vedere i testi e le foto della band.

## Tracce
Tutte le canzoni sono state scritte da Ruki e poi composte dai the GazettE.
1. [DIS] - 4:17
2. Red MoteL - 4:09
3. THE MURDER'S TV - 4:30
4. Kore de Yokattan Desu... (「これで良かったんです・・・」) - 5:22
5. Hankou Seimeibun (犯行声明文) - 0:43

## Formazione
- Ruki - voce
- Uruha - chitarra
- Aoi - chitarra
- Reita - basso
- Kai - batteria